# Евтюхова, Лидия Алексеевна
Лидия Алексеевна Евтюхова (31 августа 1903, Санкт-Петербург — 31 июля 1974) — исследователь археологических памятников Сибири и Центральной Азии, заведующая Отделом полевых исследований Института археологии АН СССР. Супруга С. В. Киселёва.

## Образование
Родилась в семье инженера. Детство провела в г. Ростове. Здесь в шестнадцать лет, учась в школе, она начала трудовой путь секретарём-машинисткой в педагогическом техникуме, а затем научным сотрудником Ростовского краеведческого музея. Училась в Ростовском отделении Московского Археологического института, из которого в 1922 году перевелась на факультет общественных наук Московского университета. Под руководством профессора В. А. Городцова проходит археологическую практику, участвуя в раскопках Панфиловской стоянки, Старо-Каширского городища, Старой Рязани, Галичской стоянки, Вятских курганов. В 1924 году произвела первые самостоятельные раскопки 10 славянских курганов близ с. Иславского под Звенигородом. В 1924 году Л. А. Евтюхова производила также раскопки Барвихинского, Прислонского, Старо-Ямского городищ в Московской области, Юрьевецкого городища в Нижегородской области и курганов близ г. Плёса.

## Организационно-методическая работа
В 1925 году, по окончании университета, она была принята на работу в Государственный исторический музей, где занималась учётом и систематизацией накопленных в дореволюционный период материалов, а также в деле перестройки экспозиции по археологии Сибири.
Во время Великой Отечественной войны, в 1942 году, Л. А. Евтюхова была руководителем Комиссии по обследованию и составлению акта о разрушениях, причиненных немецко-фашистскими захватчиками в г. Истре и Ново-Иерусалимском монастыре, а также принимала участие в работах Комиссии по учёту разрушений в Дмитрове, Яхроме, Звенигороде. Л. А. Евтюхова награждена медалями «За оборону Москвы», «За доблестный труд в Великой Отечественной войне», а в 1953 году — орденом Трудового Красного Знамени. Сорокалетний опыт исследования памятников всех видов, широкая эрудиция, наблюдательность, требовательность к себе выдвинули Лидию Алексеевну в ряды ведущих специалистов в области методики полевых исследований. С 1953 года она работала учёным секретарем, а с 1966 года заведующей Отделом полевых исследований, где под её руководством осуществлялся контроль над полевыми исследованиями на территории РСФСР. Повышению методического уровня работ многих специалистов, получающих открытые листы в ОПИ, способствовали указания, консультации и рекомендации Л. А. Евтюховой. Она лично просматривала все отчеты (а в последнее время их ежегодно поступало более 300), вносила поправки, дополнения, рекомендации в отзывы рецензентов. В последние годы жизни Л. А. Евтюхова раскопок не производила, однако как руководитель ОПИ она совершала поездки по местам раскопок. Так, в 1971 году для ознакомления на месте с методикой исследования сложных памятников Л. А. Евтюхова выезжала в Новгород и Старую Руссу на раскопки древних городов. В том же году по приглашению Тувинского НИИ языка, литературы, истории она побывала на раскопках кургана Аржан, где экспедиция под руководством М. П. Грязнова исследовала уникальное погребальное сооружение очень сложной конструкции.
Л. А. Евтюхова много внимания уделяла также мероприятиям, связанным с охраной памятников древности, она постоянно участвовала в работах археологической секции Центрального совета ВООПИК и в консультациях Министерств культуры РСФСР и СССР. Л. А. Евтюхова руководила также работой архива Института.
Большое место в деятельности Лидии Алексеевны занимало сотрудничество в журнале «Советская археология». С 1956 по 1964 год она член редколлегии журнала и по 1971 год — заведующая разделом публикаций. Многолетний опыт и широкая эрудиция позволили Л. А. Евтюховой вести большую организационную работу в области пропаганды археологической науки в нашей стране и за рубежом.
Она была постоянным председателем выставочной комиссии Института археологии и членом Научного совета по выставкам Академии наук СССР и союзных республик при Президиуме АН СССР.
С 1951 года Лидия Алексеевна ежегодно возглавляла организацию выставок к экспедиционным пленумам Института археологии. На международных выставках в Нью-Йорке, Париже, Лондоне демонстрировались созданные ею разделы, освещающие достижения советской археологической науки. Большим успехом в Голландии, ФРГ, Швейцарии и Италии пользовалась подготовленная при участии Л. А. Евтюховой выставка «Археология в СССР». В 1967 году под её руководством была организована юбилейная выставка «Советская археология за 50 лет».

## Научно-исследовательская деятельность
С 1930 года Лидия Алексеевна начала работу в Южной Сибири совместно с С. В. Киселёвым. Исключительны по своему значению материалы из раскопок Копёнского чаатаса. В огромных каменных курганах кыргызской («древнехакасской») знати были найдены золотая и серебряная посуда с древнетюркскими надписями и ювелирные украшения конского убора художественной работы местных мастеров, создавших на основе более древних местных традиций и образцов искусства соседних цивилизаций своё искусство.
Также большое значение имеют и раскопки кыргызского поселения у с. Малые Копёны (1940). Накануне войны под её руководством начались раскопки дворца гуннского наместника близ Абакана, которые были продолжены уже после войны в 1945—1946 годах.
В 1946 году Л. А. Евтюхова успешно защитила кандидатскую диссертацию, материалы которой были изданы в 1948 году отдельной книгой: «Археологические памятники Енисейских кыргызов (хакасов)». Выделив круг памятников енисейских кыргызов и опираясь главным образом на материалы своих раскопок, Лидия Алексеевна выявила важнейшие особенности хозяйства, быта и культуры древних предков современных хакасов.
С 1946 года Л. А. Евтюхова — старший научный сотрудник сектора первобытной археологии ИИМК АН СССР (ныне Институт археологии). До 1950 года свою основную работу в Институте Лидия Алексеевна совмещала с работой в ГИМе. С 1948 года в качестве начальника отряда и заместителя начальника экспедиции Л. А. Евтюхова работала в составе Монгольской археологической экспедиции ИА АН СССР и Комитета Наук МНР, проводимой под руководством С. В. Киселёва на территории МНР и Забайкалья. Исследования экспедиции были направлены на разрешение проблемы древнемонгольского города XIII—XIV вв. на территории Центральной Азии. Результаты этих работ изложены в коллективной монографии «Древнемонгольские города». Л. А. Евтюхова выполняла обязанности главного редактора этой книги. В 1965 году монография вышла в свет и получила премию Президиума АН СССР. В монографии «Древнемонгольские города» Л. А. Евтюховой написаны разделы: Фрески Каракорума; Монеты Каракорума; Керамика Каракорума; Изделия различных ремесел Каракорума. По материалам раскопок курганов в окрестностях Каракорума в журнале «Советская археология» ею опубликована статья «О племенах Центральной Монголии».
В 1963—1964 годах Л. А. Евтюхова подготовила к передаче и передала на постоянное хранение в отдел Востока Государственного Эрмитажа коллекции из раскопок Монгольской экспедиции АН СССР. При её консультациях на этих материалах в Эрмитаже был открыт зал, посвященный столице древней Монголии Каракоруму, Кондуйскому дворцу и Хирхиринскому городищу в Забайкалье.
Во время поездок по Алтаю, Хакасии, Туве и Монголии Л. А. Евтюхова собрала большое количество зарисовок и фотографий «каменных баб» — монументальных скульптур тюркского времени, представляющих собою мужчин воинов в определённой позе, обычно с сосудом в руках. У многих изваяний тщательно проработаны прическа, детали костюма, оружие, сосуд. В 1953 году Л. А. Евтюхова опубликовала работу «Каменные изваяния Южной Сибири и Монголии», применив оригинальный метод исследования этих памятников, заключающийся в тщательном анализе отдельных деталей путём сопоставления их в особых таблицах. Подвергнув сравнительному изучению изображенные предметы, она выявила непосредственную связь между ними и инвентарем древнетюркских погребений той же эпохи, а также сделала интересные выводы о расселении тюркских племен. Методика историко-археологического анализа, впервые разработанная Л. А. Евтюховой, была впоследствии с успехом применена рядом исследователей каменных изваяний не только азиатской, но и европейской части нашей страны; в частности, этот метод оправдал себя в исследованиях С. А. Плетнёвой.
Будучи художником, графиком, фотографом Лидия Алексеевна, как правило, сама выполняла все эти работы. В частности, ею составлены планы таких сложных конструкций, как Большой Салбыкский курган, Кондуйский дворцовый комплекс и т. д. Большую часть иллюстраций к публикациям Сергея Владимировича и своим собственным Лидия Алексеевна также выполняла сама. В трудных экспедиционных условиях (в монгольских, забайкальских, южно-сибирских степях) она могла сложить профессионально печь, заменить экспедиционного шофера, починить вышедший из строя инструмент или соорудить простое и остроумное устройство, позволявшее не прерывать из-за непогоды расчистку могильника.
Умерла в 1974 году. Похоронена в месте с мужем на Новодевичьем кладбище.